# Kranich-Moschee

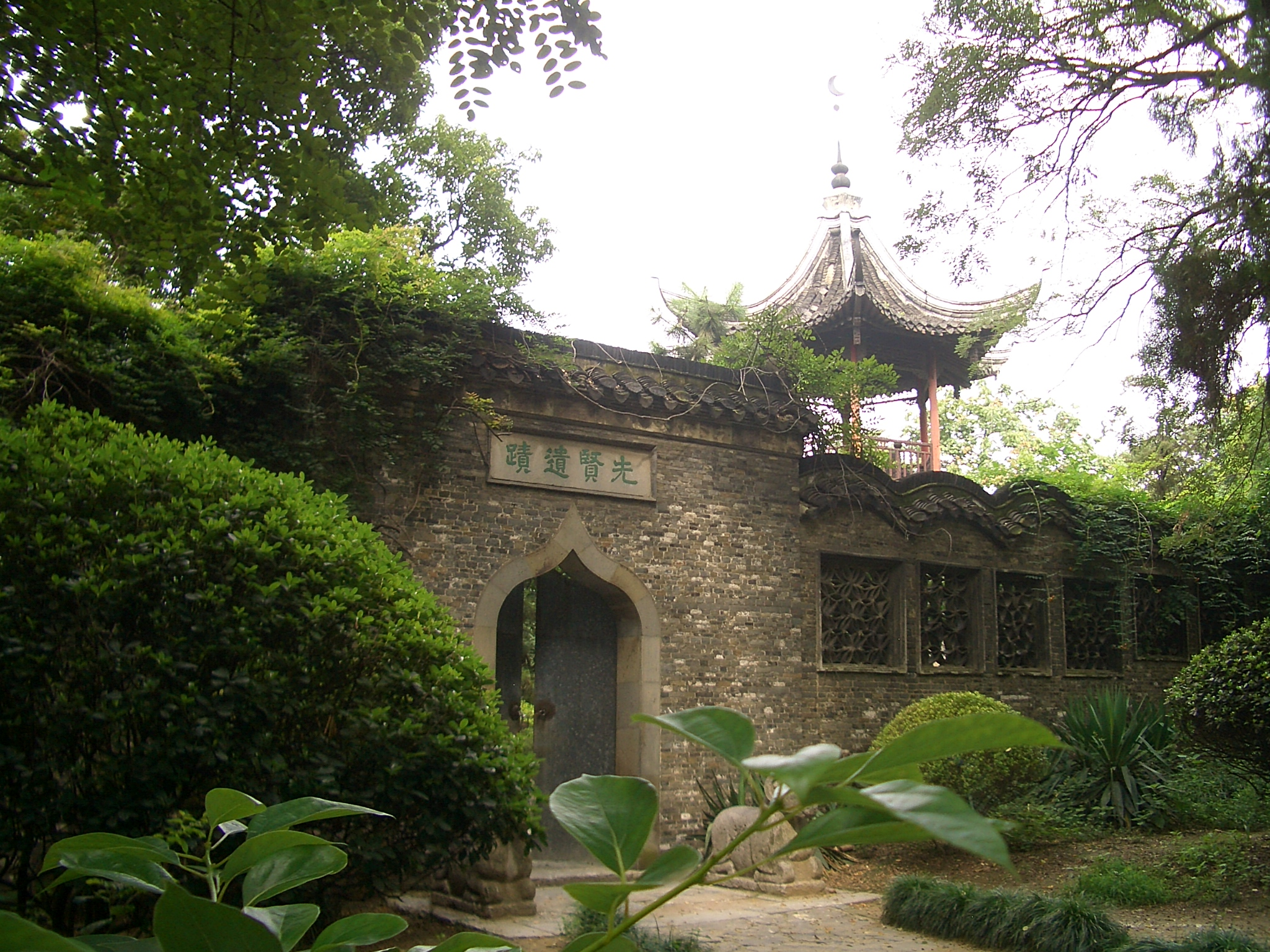
Kranich-Moschee

Die Kranich-Moschee bzw. Xianhe-Moschee (chinesisch 仙鹤寺, Pinyin Xiānhè sì, engl. Crane Mosque, Xianhe Mosque etc.) in Yangzhou in der chinesischen Provinz Jiangsu ist neben der Phönix-Moschee in Hangzhou, der Qingjing-Moschee (oder Qilin-Moschee 麒麟寺) in Quanzhou und der Huaisheng-Moschee (oder Shizi-Moschee 狮子寺) in Guangzhou (Kanton) eine der vier großen Moscheen des chinesischen Küstengebiets.

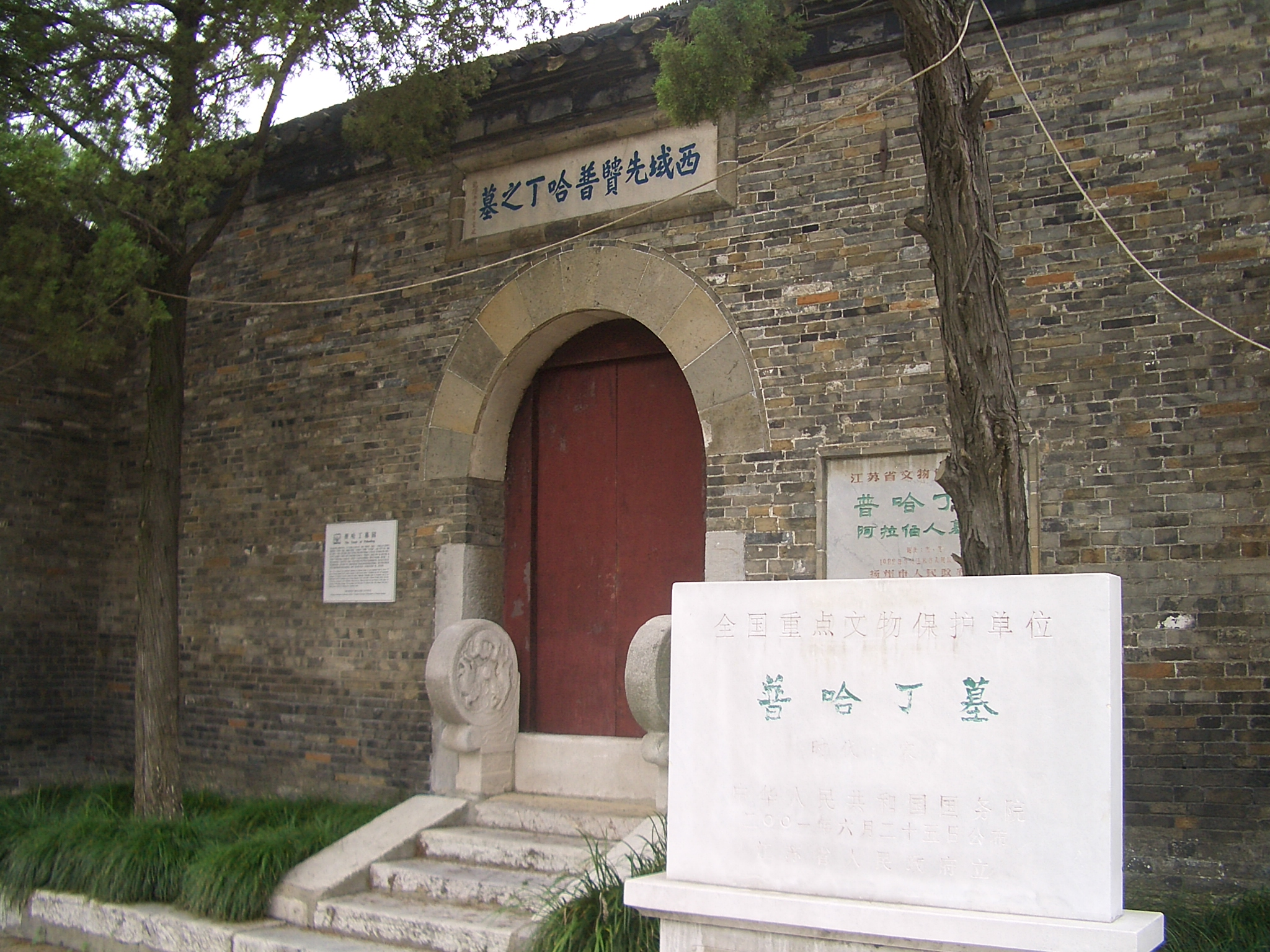
Das Grab von Puhading

Die Moschee wurde im Jahr 1275 von dem muslimischen Lehrer und Gelehrten Puhading (普哈丁,  Pǔhādīng, auch Puhaddin) aus Mekka in der Zeit der Südlichen Song-Dynastie gegründet. Das Grab von Puhading (auch Huihuitang genannt) befindet sich auch hier.